# Rashladni stroj
Rashladni stroj je uređaj kojim se postiže hlađenje nekoga prostora, robe ili predmeta. Kod današnjih se rashladnih strojeva i uređaja, kao kod dizalice topline (toplinske pumpe), toplina prenosi s tijela ili sredstva niže temperature na tijelo ili sredstvo više temperature, za što je potrebna energija. Osim u različitim industrijskim pogonima (industrijske hladnjače, uređaji za smrzavanje namirnica), kao i drugim tehnološkim postrojenjima i napravama, rashladni strojevi i uređaji imaju važnu ulogu i u svakodnevnom životu. Uz kućanske hladnjake i zamrzivače, sve se više primjenjuju i za hlađenje i klimatizaciju životnih prostora, pa se procjenjuje da u svjetskim potrošnji energije rashladni sustavi sudjeluju u udjelu od približno 20%.

## Povijest
Nastojanja da se nešto hladi sežu u daleku prošlost. Skupljanje snijega i leda tijekom zime i njihovo čuvanje u pećinama poznato je od davnine. U drevnom Egiptu voda se hladila u poroznim glinenim ćupovima, koji su se polijevali vodom i hladili lepezama. Poslije je primijećeno da se voda može ohladiti ako se u njoj otopi neka sol, pa postoje potvrde o upotrebi salitre za hlađenje vode iz 16. i 17. stoljeća, dok je početkom prvih znanstvenih razmišljanja o hlađenju, miješanjem snijega i sumporne kiseline, bila postignuta temperatura od –40 °C. Otada se stalno istražuju različiti procesi hlađenja, pa su prvi upotrebljivi industrijski rashladni strojevi bili izrađeni sredinom 19. stoljeća. Isprva su to bili plinski, a potom i parni kompresijski rashladni strojevi. Nešto poslije pojavili su se apsorpcijski rashladni uređaji, koji, kao i kompresijski, rade na temelju pojave hlađenja nekoga medija kada mu se smanji (priguši) tlak ili kada ispari iz tekućeg u plinovito agregatno stanje. Naposljetku su razvijeni i uređaji što se zasnivaju na drukčijem, Peltierovu učinku.

### Plinski rashladni uređaj
Plinski rashladni uređaj sastojao se od kompresora kojim se uz utrošak energije tlačio zrak, pri čem bi mu porasla temperatura. Nakon toga zrak se hladio u izmjenjivaču topline na temperaturu okoline, dok bi mu tlak ostajao povišen. Odvođenjem u ekspander, u kojem bi mu se tlak snizio na prvotni, zrak bi se ohladio, sada na temperaturu nižu od prvotne (okolne), te je takav mogao poslužiti za hlađenje. Takvi uređaji s plinom kao radnim sredstvom slabo su učinkoviti jer plin ima malen toplinski kapacitet, a izmjena topline radnoga sredstva obavlja se uz promjenu temperature, što zahtijeva veće omjere tlakova pri komprimiranju i ekspanziji, a time i veći utrošak energije.

### Parni rashladni strojevi
Parni rashladni strojevi danas su zamijenili plinske, rade prema sličnomu načelu, ali kao radnu tvar (medij) koriste paru. Izmjena topline događa se pri konstantnoj temperaturi uz promjenu agregatnoga stanja, što je znatno učinkovitije, a i omjeri su tlakova manji. Prve takve komercijalne strojeve konstruirao je C. von Linde koristeći amonijak kao radnu tvar. Zasićena para komprimira se u kompresoru i nakon toga, odvođenjem topline okolini, kondenzira u kondenzatoru. Potom se tako ukapljena radna tvar prigušuje na nizak tlak s pomoću prigušnoga ventila, kapilare ili slično, pri čem dijelom isparava, a zbog toga joj temperatura pada. Hladna radna tvar odvodi se u isparivač uređaja, gdje preuzima toplinu od hlađene robe ili prostorije te isparava do stanja suhe ili malo pregrijane pare i odlazi na ponovnu kompresiju. Radna tvar parnih rashladnih strojeva i danas je često amonijak, ali se koriste druge, obično organske tvari pod komercijalnim nazivom freoni, od kojih neki imaju štetan učinak na ozonski omotač, pa se zbog toga danas zamjenjuju novim tvarima, s manje štetnim učinkom na okoliš. Rashladni strojevi malog i srednjeg učinka koriste raznovrsne stapne kompresore, dok se za strojeve najvećih kapaciteta upotrebljavaju turbokompresori. Mehanički kompresor može se također zamijeniti mlaznim (ejektor).

### Apsorpcijski rashladni uređaj
Apsorpcijski rashladni uređaj zasniva se na sličnom načinu kao i parni, te na svojstvu dvojne smjese (na primjer amonijaka i vode) tako da topla kapljevina višega vrelišta (voda) može apsorbirati paru niže temperature (amonijak). Kod takva je uređaja mehanički rad, koji se kod plinskog i parnoga stroja troši za pogon kompresora, zamijenjen energijom potrebnom za zagrijavanje radne tvari. To je kod malih kućanskih hladnjaka obično plinski plamenik, a kod velikih industrijskih apsorpcijskih rashladnih sustava vodena para. Najprije se zagrijavanjem iz smjese istjeruje amonijak, koji se kondenzira u kondenzatoru predajući toplinu okolini. Tada se amonijak prigušuje na niži tlak, pri čem dijelom isparava i hladi se, te se odvodi u isparivač, gdje preuzima toplinu od hlađene robe te pritom potpuno isparava. Osiromašena tekuća radna tvar (pretežno voda) prigušuje se i odvodi u apsorber, gdje se ponovno miješa s parama amonijaka, pri čem se zagrijava, pa se apsorber mora hladiti zrakom ili vodom iz okoline. Zasićena smjesa vraća se pumpom natrag na ponovno zagrijavanje.

### Rashladni uređaji zasnovani na Peltierovu učinku
Rashladni uređaji zasnovani na Peltierovu učinku rade koristeći pojavu razlike u temperaturi na spojevima dvaju električnih vodiča od različita materijala, kroz koje teče istosmjerna električna struja (Jean Charles Athanase Peltier). Ti se uređaji najčešće koriste za hlađenje izletničkih električnih hladnjaka, mikroelektroničkih sklopova u računalima i slično.